# My Sweet Home
「My Sweet Home」（マイ・スウィート・ホーム）は小泉今日子が1994年2月2日にビクターエンタテインメントからリリースした35枚目のシングル。

## 解説
実父を亡くした実体験をもとに、小泉自身が作詞を行いTBS系東芝日曜劇場『スウィート・ホーム』の主題歌となった。小泉自身は同ドラマに女優として出演していない。
作曲・編曲は「あなたに会えてよかった」以来となる小林武史。
オリコンチャートでは初登場で4位（1週間のみ）を獲得し、45万枚近いセールスを記録する。
ジャケットのイラストなどは下條ユリがすべてデザインをした。
コーラスには前作「優しい雨」を作曲した鈴木祥子が参加している。
カップリング曲は、テレビアニメ『はじめ人間ギャートルズ』のエンディングテーマとして使用された、ちのはじめの楽曲のカバー。1993年のアルバム『TRAVEL ROCK』に収録のものとは別バージョン。

## 収録曲
1. My Sweet Home
  - 作詞:小泉今日子／作曲・編曲:小林武史
2. やつらの足音のバラード(Rhythmless Version)
  - 作詞:園山俊二／作曲:かまやつひろし／編曲:藤原浩
3. My Sweet Home（オリジナル・カラオケ）
4. やつらの足音のバラード(Rhythmless Version)（オリジナル・カラオケ）